# 염강륜
염강륜(1992년 4월 13일 ~ )은 대한민국의 축구 선수다. 2016년 3월 염호덕에서 현재의 이름으로 개명하였다.
청춘 FC 출연 당시 미드필더, 측면 수비수 등 어느 포지션을 가리지 않는 멀티형 플레이어로 활약하여 안정환 감독의 호평을 받았다.
청춘 FC 종영 이후, 소속팀 없이 6개월 간 개인 훈련을 하면서 지내다가 지난 7월 27일에 친정팀인 김해시청 축구단과 계약하여 남하늘(고양FC), 김바른(사툰 유나이티드), 지경훈(홍콩 HK레인저스), 성치호(플라자 콜로니아)에 이어 '청춘FC' 출연 이후 그라운드를 누리게 된 5번째 주인공이 됐다.
이후 K7리그 해운대리그 소속인 부산 해운대구 반여 FC에 입단했다고 한다.

## 같이 보기
- 청춘FC 헝그리 일레븐